# Фёдураева, Галина Григорьевна
Фёдураева Галина Григорьевна (род. 15 июля 1941 года, Хабаровский край, СССР) — доярка совхоза «Артемовский», Герой Социалистического Труда. Почетный гражданин Артёмовского городского округа.

## Биография
Родилась 15 июля 1941 года в Хабаровском крае. В 1958 году, окончив среднюю школу, устроилась работать на ферму совхоза «Артемовский». Стала ученицей передовой доярки Екатерины Михайловны Колесник. В конце 1960-х годов стала надаивать по 4500 литров молока от каждой коровы за год. 8 апреля 1971 года за победу в социалистическом соревновании среди доярок своего совхоза была награждена орденом Трудового Красного Знамени. В 1972 год надои от каждой ее коровы составили 5200 литров молока.
6 сентября 1973 года за большие успехи, достигнутые во Всесоюзном социалистическом соревновании и проявленную трудовую доблесть в выполнении принятых обязательств по увеличению производства и заготовок продуктов животноводства в зимний период 1972—1973 годов ей было присвоение звание Героя Социалистического Труда с вручением ордена Ленина и золотой медали «Серп и Молот».
11 июня 1996 года за высокие достижения в животноводстве г. Артёма и Приморского края ей было присвоено звание Почетного гражданина города. 15 мая 2014 года вошла в созданный Совет Почетных граждан Артемовского городского округа.
Проживает в г. Артем.

## Награды
- Орден Ленина (1973 год)
- Орден Трудового Красного Знамени (1971 год)
- Орден «Знак почета»[1][2]